# توت الندى

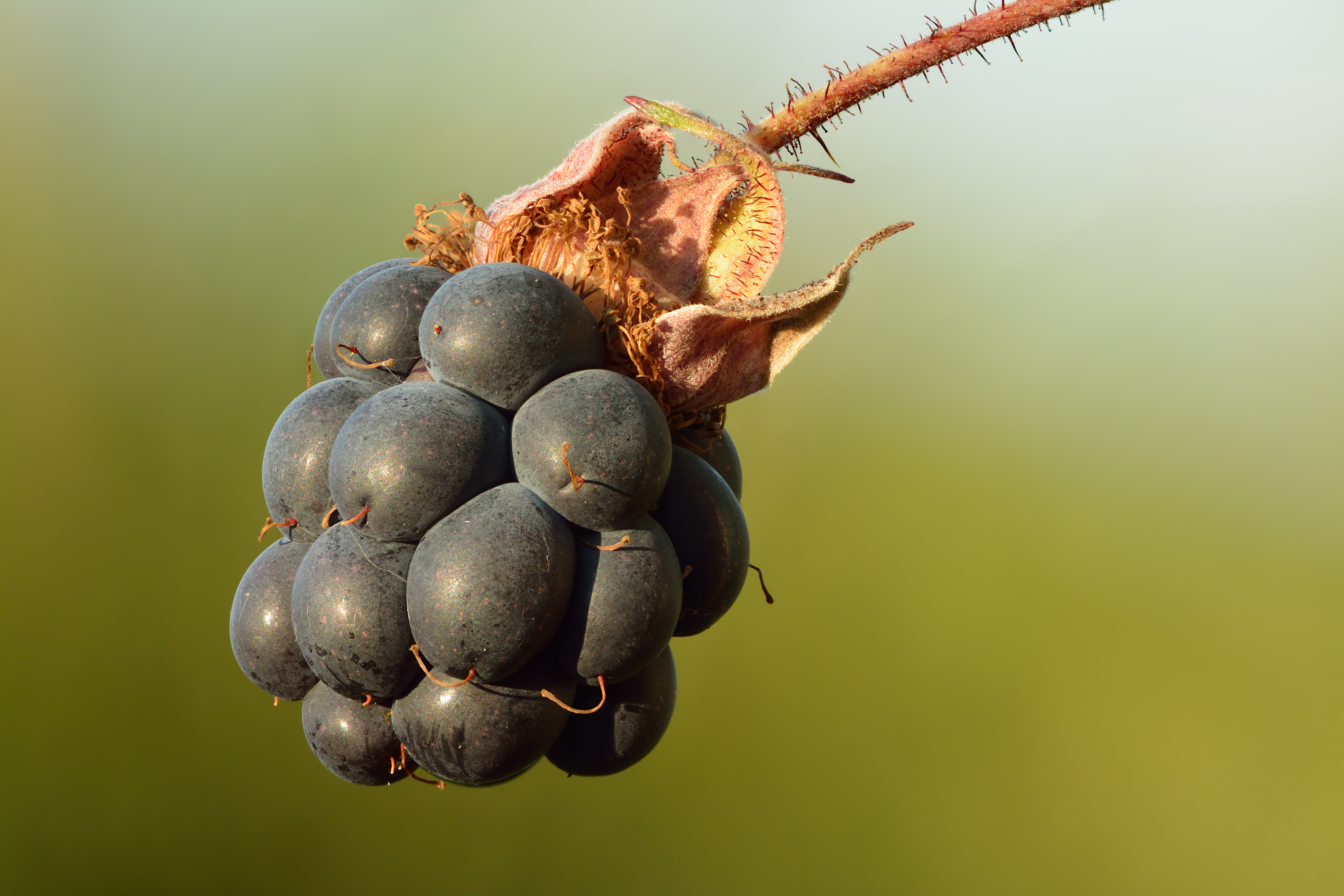
توت ندى أورُبّي ناضج

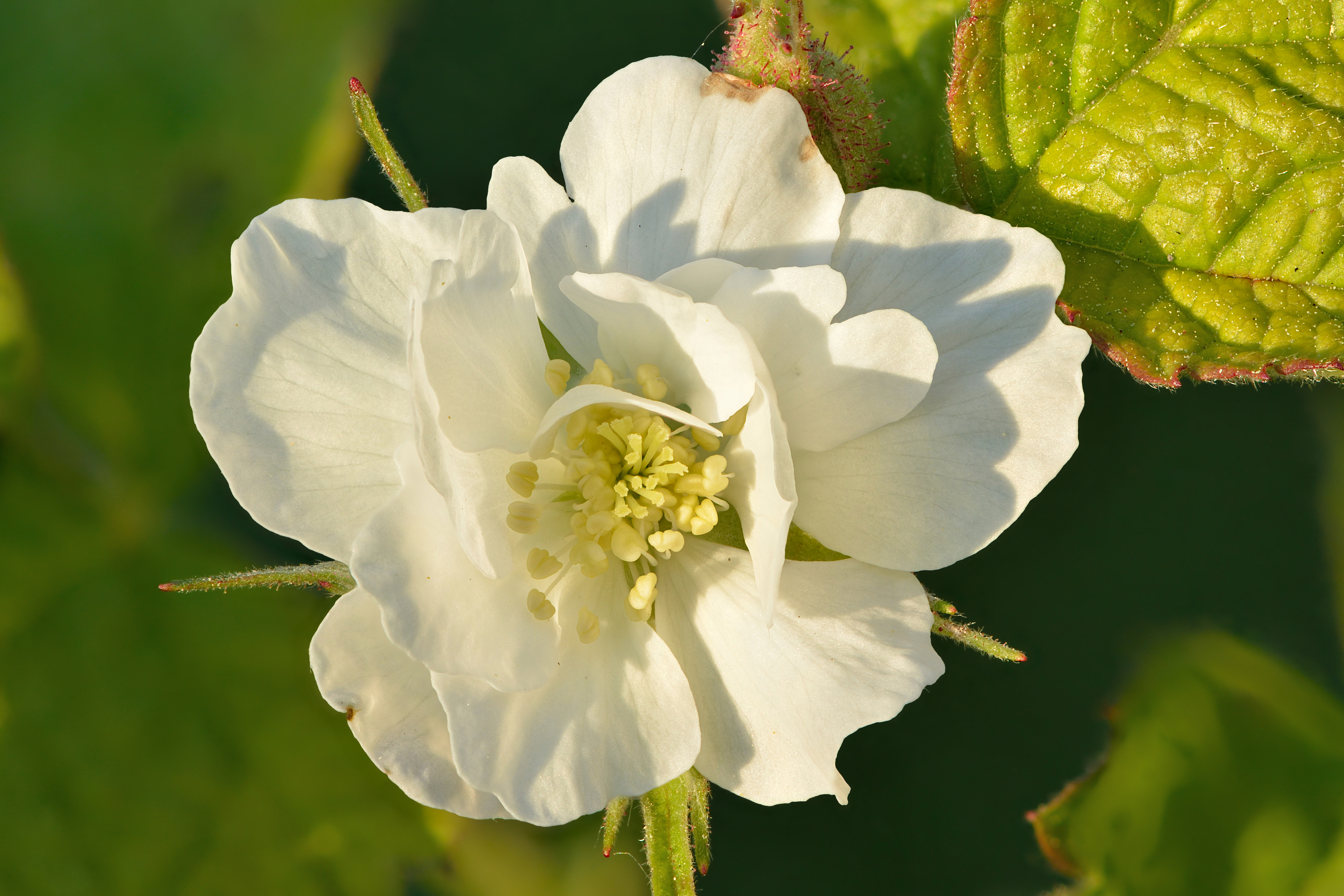
Rubus caesius

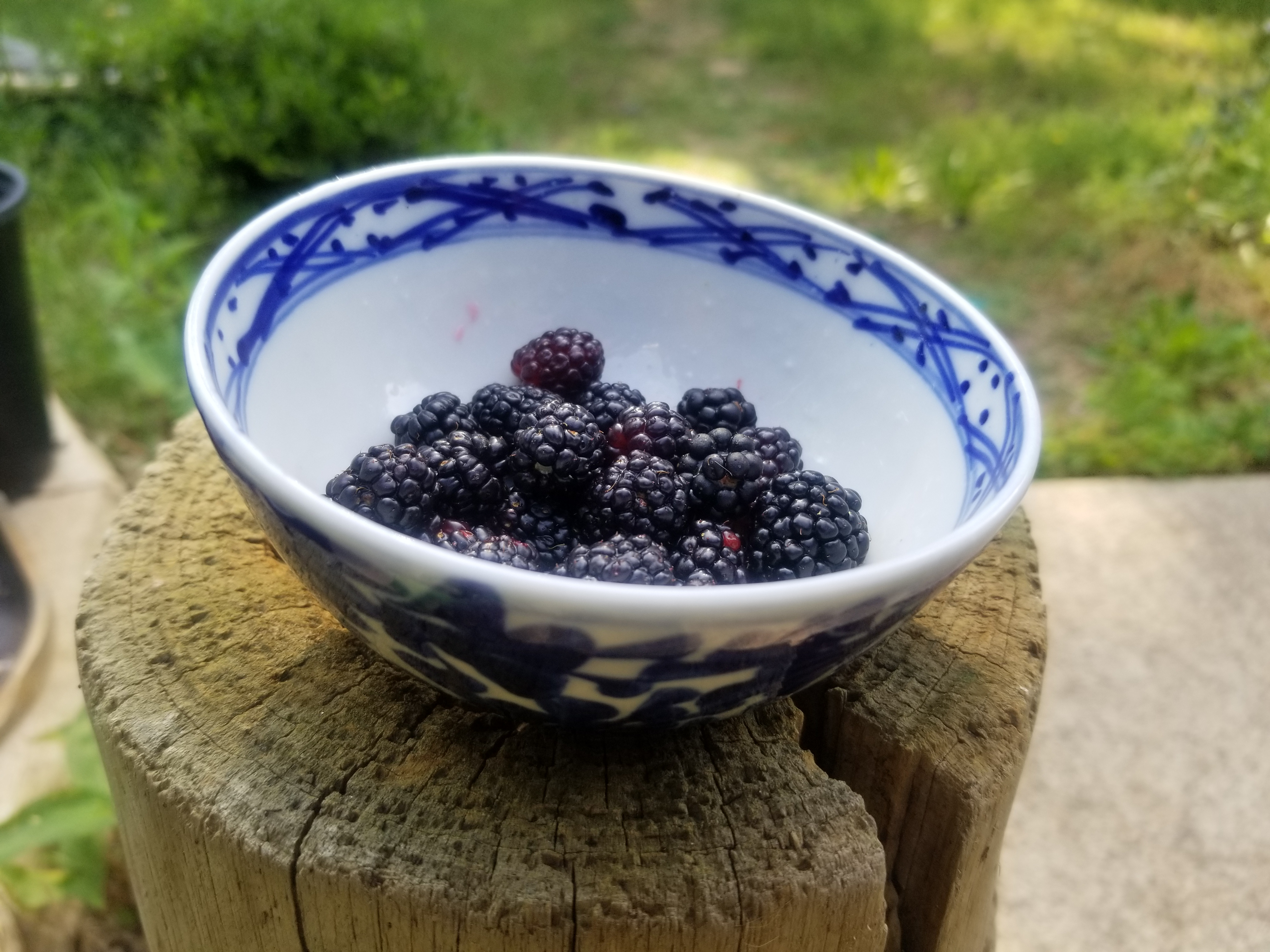
توت ندى بري قُطف في شمال تِكسَس

توت الندى هي مجموعة من الأنواع في جنس العليق ترتبط ارتباطًا وثيقًا بالعليق الأسود. وهي شجيرات صغيرة (وليست منتصبة أو عالية التقوس) ذات ثمار متراكمة تذكرنا بالعليق ولكن لتونها يُراوح من أرجواني إلى السواد بدلاً من الحمار.